# 岡﨑大輔
- 岡崎大輔

岡﨑 大輔（おかざき だいすけ、1998年9月17日 - ）は、埼玉県幸手市出身の元プロ野球選手（内野手）。右投左打。

## 経歴

### プロ入り前
幸手市立東中学校時代に久喜シニアへ所属すると、チームメイトの高橋昂也と揃って花咲徳栄高等学校へ進学。1年時の秋から、二塁手のレギュラーに定着した。
2年夏の選手権本大会には、「3番・遊撃手」として、4番打者の大瀧愛斗などとのクリーンナップで出場。優勝した東海大相模高校に準々決勝で敗れたものの、吉田凌から2安打、小笠原慎之介から1安打を記録した。2年秋からは主将に就いた。3年春の選抜大会で、前年の夏に続いて甲子園球場に登場したが、1回戦で秀岳館高校に敗退。3年夏の選手権本大会では、今井達也を擁して優勝した作新学院の前に3回戦で敗れた。甲子園球場の全国大会には、2年夏から3季連続で出場するとともに、通算7試合で打率.333を記録した。1学年先輩に大瀧（愛斗）、1学年後輩に清水達也、西川愛也、長谷川威展、2学年後輩に野村佑希がいる。
2016年度のNPBドラフト会議で、オリックス・バファローズから3巡目で指名。契約金5000万円、年俸600万円（金額は推定）という条件で入団した。この会議では、久喜シニア時代からのチームメイトだった高橋も、広島東洋カープから2巡目で指名。花咲徳栄高校の在校生から、複数の選手が指名されたことは初めてで、高橋自身も後に広島へ入団している。

### オリックス時代
2017年には、春季キャンプ中に一軍の紅白戦に出場した。レギュラーシーズン中は本職の遊撃に加え、二塁・三塁の守備にも取り組み、ウエスタン・リーグ公式戦80試合に出場、打率は.156だった。シーズン終盤の10月3日に、札幌ドームの対北海道日本ハムファイターズ戦8回表に、代走で一軍公式戦にデビュー。翌4日の同カードに「9番・遊撃手」としてスタメンに起用されると、7日の対東北楽天ゴールデンイーグルス戦（京セラドーム大阪）で一軍公式戦初安打、チームのシーズン最終戦であった9日の対千葉ロッテマリーンズ戦（ZOZOマリンスタジアム）で初打点を先制の適時打で記録した。一軍公式戦には5試合に出場。シーズン終了後に台湾で開催されたアジアウインターベースボールリーグにも、NPBウエスタン選抜の一員として参加した。
2018年には、ウエスタン・リーグ公式戦82試合に出場。打率.230、1本塁打、16打点を記録したが、一軍公式戦への出場機会はなかった。
2019年には、春先は打率が3割を超えるほど好調だったものの、ウエスタン・リーグ公式戦は75試合の出場で、シーズン通算の打率は.229だった。本職の二遊間より一塁を守る機会が多かった。結局、前年に続いて一軍公式戦への出場機会はなく、10月22日に支配下選手登録の解除を通告。11月28日には、育成選手として契約を更改し、背番号を120へ変更することが発表された。
2020年、ファームで46試合に出場。支配下登録はならなかった。
2021年、二軍で47試合に出場し、打率.164、1本塁打、9打点を記録。8月30日に支配下登録に復帰することが発表され、背番号は93に変更された。11月3日に戦力外通告を受け現役引退。

### 現役引退後
2021年12月15日、スカウト就任が発表された。23歳という若さでプロ野球選手からスカウトに転身することは極めて異例であり、牧田勝吾編成副部長はプロ経験者の中でおそらく史上最年少のスカウトなのではないかと話している。

## 選手としての特徴・人物
ミート力や守備でのスローイング、一塁到達4.01秒の脚力が持ち味。高校で主将を務めたキャプテンシーや精神力も評価されている。
愛称は「ザキ」。
入団3年目のシーズン終了後に育成選手契約へ移行した際には、「（支配下登録選手時代は）守備9:打撃1の割合で守備面に意識を置いていたので、今後は『逆転の発想』（守備1:打撃9の割合）でバッティングを磨きたい」と語っている。

## 詳細情報

### 年度別打撃成績
| 年 度     | 球 団      | 試 合 | 打 席 | 打 数 | 得 点 | 安 打 | 二 塁 打 | 三 塁 打 | 本 塁 打 | 塁 打 | 打 点 | 盗 塁 | 盗 塁 死 | 犠 打 | 犠 飛 | 四 球 | 敬 遠 | 死 球 | 三 振 | 併 殺 打 | 打 率 | 出 塁 率 | 長 打 率 | O P S |
| --------- | ---------- | ----- | ----- | ----- | ----- | ----- | -------- | -------- | -------- | ----- | ----- | ----- | -------- | ----- | ----- | ----- | ----- | ----- | ----- | -------- | ----- | -------- | -------- | ----- |
| 2017      | オリックス | 5     | 14    | 14    | 1     | 2     | 0        | 0        | 0        | 2     | 1     | 0     | 0        | 0     | 0     | 0     | 0     | 0     | 3     | 0        | .143  | .143     | .143     | .286  |
| 通算：1年 | 通算：1年  | 5     | 14    | 14    | 1     | 2     | 0        | 0        | 0        | 2     | 1     | 0     | 0        | 0     | 0     | 0     | 0     | 0     | 3     | 0        | .143  | .143     | .143     | .286  |

### 年度別守備成績
| 年 度 | 球 団      | 遊撃  | 遊撃  | 遊撃  | 遊撃  | 遊撃  | 遊撃     |
| 年 度 | 球 団      | 試 合 | 刺 殺 | 補 殺 | 失 策 | 併 殺 | 守 備 率 |
| ----- | ---------- | ----- | ----- | ----- | ----- | ----- | -------- |
| 2017  | オリックス | 5     | 6     | 8     | 0     | 0     | 1.000    |
| 通算  | 通算       | 5     | 6     | 8     | 0     | 0     | 1.000    |

### 記録
初記録
- 初出場：2017年10月3日、対北海道日本ハムファイターズ24回戦（札幌ドーム）、8回表に小谷野栄一の代走で出場
- 初先発出場：2017年10月4日、対北海道日本ハムファイターズ25回戦（札幌ドーム）、9番・遊撃手で先発出場
- 初打席：同上、3回表に大谷翔平から空振り三振
- 初安打：2017年10月7日、対東北楽天ゴールデンイーグルス25回戦（京セラドーム大阪）、3回裏に藤平尚真から中前安打
- 初打点：2017年10月9日、対千葉ロッテマリーンズ25回戦（ZOZOマリンスタジアム）、2回表に酒居知史から右前適時打

### 背番号
- 52（2017年 - 2019年）
- 120（2020年 - 2021年8月29日）
- 93（2021年8月30日 - 同年終了）

### 代表歴
- 2017アジアウインターベースボールリーグ：NPBウエスタン選抜[8]